# 아서 스탠리 에딩턴
아서 스탠리 에딩턴 경(영어: Sir Arthur Stanley Eddington, OM, FRS, 1882년 12월 28일~1944년 11월 22일)은 영국의 천문학자이다.
케임브리지 대학교에서 수학·물리학을 배우고, 1906년 그리니치 천문대에서 조수가 되어 위도 변화 관측 등에 종사하는 한편, 항성의 통계적 운동을 수학적으로 해석하여 은하계의 회전을 예견했다. 1913년 케임브리지 대학교 교수, 다음 해 동 천문대장에 취임, 1916년부터 항성의 내부 구조에 대하여 이론적 연구를 추진, 방사적으로나 중력적으로나 항성은 균형 상태를 유지한다는 기본 가정에 입각하여 온도·밀도의 분포를 산정하고, 24년 질량·광도 관계를 증명했다. 또 백색왜성의 이상(異常) 고밀도에 대해 일반 상대성 이론에 의한 검증 실험을 지시하여 성공했다. 상대성 이론에 관해서도 독창적인 연구를 전개하고, 이것을 우주 구조에 적용하여 독자적인 우주론을 제창했다.

## 성장기
에딩턴은 1882년 영국 잉글랜드 북서단에 위치하는 컴브리아주의 켄덜(영어: Kendal)에서 퀘이커 교도 부모, 아서 헨리 에딩턴(Arthur Henry Eddington)과 세라 앤 셔우트(Sarah Ann Shout) 아래에서 태어났다. 켄덜로 이사 오기 전 에딩턴의 아버지는 스트라몽게이트 학교(Stramongate School)의 교장이 되기 위해 랭커셔에 있는 퀘이커 교도들을 훈련시키는 대학에서 학생들을 가르쳤었는데 에딩턴의 아버지는 에딩턴이 태어난 지 2년 후, 1884년에 영국을 휩쓴 전염병 장티푸스로 인해 사망하였고 에딩턴의 어머니는 비교적 적은 수입으로 두 자녀를 양육해야 하는 상황에 부닥쳤다. 결국 에딩턴 일가는 웨스턴슈퍼메어로 이사했다. 집에서만 교육을 받던 에딩턴은 이후 사립 초등학교에 입학하여 그곳에서 3년을 공부한다.
1893년 에딩턴은 브린메린(Brynmenlyn) 학교에 입학한다. 그는 이곳에서 특히 수학과 영문학에 대한 뛰어난 재능을 발휘했고 이로 인하여 1898년 16살의 나이로 (후에 맨체스터 대학교가 된) 맨체스터의 오언즈 대학교에 입학하여 장학금을 받게 된다. 에딩턴은 입학한 첫 해에는 두루두루 많은 과목을 수강했으나 이후 물리학으로 전향하여 3년 동안 물리학을 공부했다. 에딩턴은 그의 물리와 수학 선생님이었던 아서 슈스터(Arthur Schuster, 1851~1934)와 호러스 램(Horace Lamb, 1849~1934)으로부터 많은 영향을 받았다. 또한 맨체스터에 있는 돌턴 홀(Dalton Hall)에 살면서 퀘이커 수학자인 J.W. 그램에게도 지속적인 영향을 받았다. 에딩턴은 빠르게 진척을 이루어 여러 장학금들과 함께 물리학의 1등급 우등 학위(First Class Honours B.Sc.)를 받고 졸업할 수 있었다.
오언즈 대학에서의 그의 성과 덕분에 1902년 그는 케임브리지 대학교 트리니티 칼리지에서 장학금을 받았다. 케임브리지에서 그의 지도 교사는 유명한 수학자 허먼(R.A.Herman)이었다. 1904년 에딩턴은 2학년생으로는 처음으로 시니어 랭글러(Senior Wrangler, '영국에서 이루어질 수 있는 가장 위대한 지적 성취를 해낸 사람'이라고도 일컬어지는 캠브리지의 최고 수학 학부생)로 선정되었다. 1905년 석사 학위(M.A.)를 취득한 후 그는 캐번디시 실험실에서 열이온 방출에 대한 연구를 시작했다. 이 연구는 잘 진행되지 못했고, 짧은 시간이기는 하지만 연구와 병행하여 그는 공대 신입 학부생들에게 수학 강의를 하기도 했다.

## 연구 및 업적

### 천문 연구
1906년 1월, 에딩턴은 영국 왕립 그리니치 천문대의 왕실 천문학자 최고 조수 자리에 임명되었다. 다음 달 그는 그리니치 천문대에 가기 위해 캠브리지를 떠났다. 그는 1900년부터 사진 건판에 나타난 433 에로스의 정밀한 시차 분석을 하는 일을 맡게 되었다. 그는 두 배경 별들의 겉보기 운동을 기반으로 새로운 분석 기법을 개발하여 1907년 스미스 상(이론물리학, 수학 및 응용수학 분야에서 훌륭한 연구 실적을 낸 두 학생에게 케임브리지 대학교가 수여한 두 개의 상)을 거머쥐었다. 1912년 찰스 다윈의 아들 조지 다윈이 급작스럽게 사망하자 에딩턴은 1913년 초에 조지 다윈의 자리였던 'Plumian Professor of Astronomy and Experimental Philosophy'(Lowndean Professorship과 함께 케임브리지 대학교의 2개의 주요 교수직)라는 교수직에 승진임용된다. 그 해 말 theoretical Lowndean chair였던 로버트 볼마저 세상을 뜨자 에딩턴은 다음 해 캠브리지 천문대 전체를 감독하는 자리에 임명되었다. 1914년 5월 그는 영국학사원 회원(Fellow of the Royal Society)으로 선출되고, 1918년에는 왕립메달(Royal Medal, 매년 런던 왕립학회에서 자연과학과 응용과학에서 각각 큰 공을 세웠다고 판단되는 두 사람에게 주는 은도금된 메달)를 받아 1926년 베이커 강연(Bakerian Lecture)을 했다.
에딩턴은 또한 별의 내부에 관한 이론을 공부하였으며 별의 진화 과정을 설명할 수 있는 이론을 내놓았다. 그는 1916년 세페이드 변광성에 대한 물리적 설명들을 조사하면서 이 연구를 시작했다. 그는 엠덴(Emden)의 폴리트로프(Polytropic) 모델 안에 존재하는 복사압력에 대한 카를 슈바르츠실트의 선행 연구를 더 확대했다. 이 모델들은 별을 내부 열과 압력이 중력과 평형을 이루는 가스로 이루어진 구로 생각하여 만들어졌다. 여기서 에딩턴의 중요한 공헌은 별의 붕괴를 막는 요인이 복사 압력임을 보였다는 데 있다. 비록 그는 그가 투과율이나 에너지 생산의 원리에 대한 견고한 배경 지식이 없음을 알았지만, 그는 그의 모델을 발전시켜 나갔다. 이 모델로 그는 별의 물리적 성질 중 가장 중요한 온도, 압력, 밀도를 별 내부의 모든 점에 대해 계산할 수 있었기 때문에 그는 설령 그의 모델이 주류 물리학에 부합되지 않는다고 해도 받아들여져야 한다고 주장했다. 제임스 호프우드 진스는 여기서 별을 이루는 물질들은 필연적으로 이온화되어 있어야 한다고 제안하였다. 그러나 이것은 에딩턴과 진스 사이의 마지막 협력이었다.
에딩턴은 그의 결과들의 일관성을 통해 그의 모델의 타당성을 증명했다. 그의 모델은 특히 질량-광도 관계를 설명하는 데 유용했는데, 이것으로부터 거성과 왜성을 포함한 모든 별들이 이상기체와 같이 행동한다는 예상치 못한 결론이 도출되었다. 그의 모델들을 발전시켜나가는 과정에서 그는 별의 에너지의 근원에 대한 생각을 뒤집을 방법을 모색했다. 진스와 다른 사람들은 고전역학에 기반을 둔 켈빈-헬름홀츠 매커니즘을 지지한 반면 에딩턴은 양성자-전자 소멸과 핵융합 과정이 그 근원일 것이라고 추측했다.
그러던 중 그는 별의 내부 온도가 몇 백만 도라야 함을 설명했다. 1924년 그는 별들의 질량-광도 관계를 발견했다.(외부 링크와 주석의 Lecchini 참조) 몇몇의 반대가 있기는 했지만, 결국 에딩턴의 모델은 별의 진화 과정을 설명하는 데 있어 유용한 도구로 받아들여졌다. 마이컬슨이 1920년 계산한 별들의 직경이 맞아떨어지자 에딩턴의 직관적이고 실험적인 모델에 익숙하지 않았던 천문학자들이 에딩턴의 모델을 수용하기 시작했다. 아직은 완벽하지 않은 상태의 이론은 그리하여 1926년 "The Internal Constitution of the Stars"라는 제목으로 발표되었다.
에딩턴은 1920년대와 1930년대의 천체물리학 연구를 계속하며 별의 내부 구조에 대해서도 연구를 했다. 그는 그의 이론이 양자물리학과 결합되어 연장되는 것, 그리고 축퇴 물리학이 왜성들을 기술하는 문제에 대해 진스와 에드워드 아서 밀른(Edward Arthur Milne)과 더 많은 논쟁을 벌였다.

### 일반상대성이론의 실험적 검증

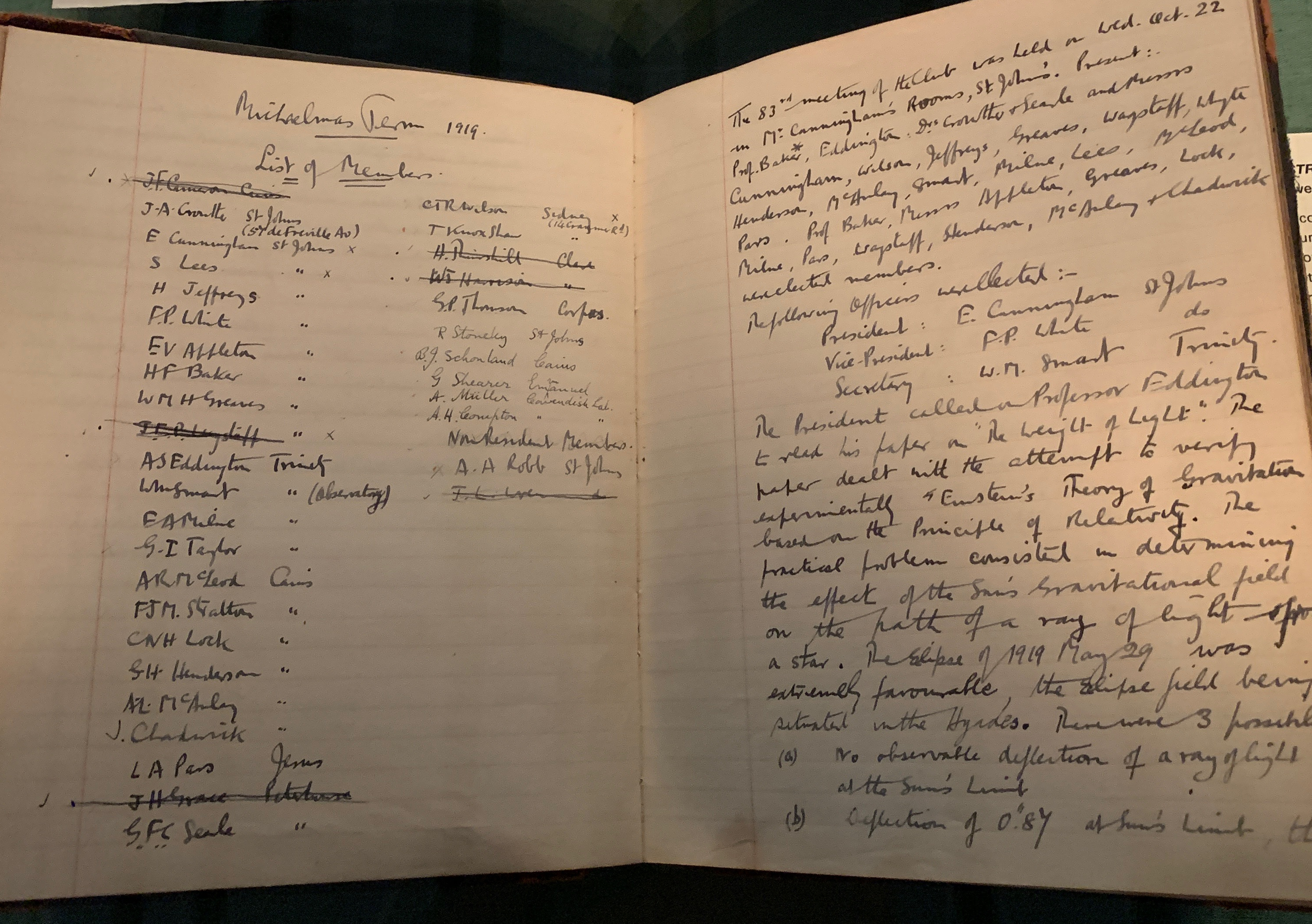

제1차 세계대전 당시 에딩턴은 왕립천문학회의 비서관직을 맡고 있었기 때문에 그는 빌럼 더 시터르로부터 아인슈타인의 일반 상대성 이론과 관련된 일련의 편지들과 논문들을 가장 먼저 받은 사람이었다. 특수 상대성이론이 처음 나왔을 때에도 영국 과학자들은 이에 대해 거의 대부분 적대적이었던 반면, 에딩턴은 국제주의자이자 평화주의자였기 때문에 독일 물리학자가 제창한 논문을 읽어나가는 데 거리낌이 없었고, 더욱이 그는 일반 상대론이 기술되는 데 쓰인 수학들도 이해할 수 있었다. 그는 곧 상대론을 열렬히 지지하게 되었다.
아인슈타인은 이론을 만들어 발표하는 것에서 그치지 않고 그 이론을 검증할 수 있는 방법까지 제안한 것으로 유명했다. 1916년 3월 20일 <물리학 연보>에서도 역시 아인슈타인은 일반 상대성 이론을 검증하기 위한 수단으로 수성의 근일점이 100년에 43″만큼 궤도상에서 돈다는 것, 빛이 중력장 속에서 휜다는 것, 중력장 속에서의 빛의 적색 편이가 일어난다는 것을 관측할 것을 제시했다. 수성의 근일점이 궤도상에서 돈다는 것은 이미 19세기 중반에 프랑스의 천문학자 위르뱅 르베리에가 관측했지만 빛의 휘어짐과 적색 편이는 당시까지 관측되지 않고 있었다.
영국 천문학에서 가장 영향력 있었던 프랭크 왓슨 다이슨(Frank Watson Dyson, 1868-1939)이라는 천문학자는 일반 상대성 이론의 전문가는 아니었지만 에딩턴에게 상대론에 관한 많은 지식을 얻을 수 있었다. 다이슨은 에딩턴에게 1919년에 있을 일식을 관찰하기 위해 두 탐험대를 파견할 것을 제안했다. 그들은 태양의 중력장에 의해 빛이 휘는 정도를 측정하여 아인슈타인의 이론을 실험적으로 검증하고자 한 것이다.
전쟁 직후인 1919년 5월 29일, 에딩턴은 일식을 관측하기 위해 아프리카 근처의 프린시페 섬으로 떠났다. 일식이 일어나는 동안 그는 태양 주위의 별들의 사진을 찍었다. 아인슈타인의 이론에 따르면 태양 근처를 지나는 광선은 태양의 중력장의 영향으로 휘기 때문에 그것을 내보내는 별들은 그것들의 실제 위치보다 살짝 이동되어 보여야 했다. 태양이 가려지지 않을 때에는 태양의 빛이 이러한 광선을 내놓는 별들의 빛을 불분명하게 만들기 때문에 이 효과는 오직 개기일식 때에만 관측할 수 있었다.
1919년 5월 29일 에딩턴이 찍은 개기 일식 사진들 중 하나가 1920년 그의 논문에 게재되었고 이는 명백히 아인슈타인의 이론에 따라 빛이 휨을 보여주고 있었다. 이 소식은 전 세계의 신문들에 의해 주요 기사로 다루어졌다. 11월 7일에는 타임스지가 이 내용을 '과학의 혁명, 새로운 우주론, 뉴턴주의는 무너졌다'라는 식으로 대서특필했으며, 이에 따라 과학계 내에서만 알려졌던 아인슈타인은 일약 대중적인 유명 인사가 되기 시작한 것이다. 그 후 에딩턴은 전 세계를 과학으로 연결시켜 준 획기적 사건으로서의 1919년 탐험과 상대론을 대중화하려는 목적의 캠페인에 착수하게 되었다.
에딩턴이 얻은 관측 자료들은 질이 낮으며 브라질 세아라주 소브라우(Sobral)에서 그것과 동시에 이루어진 관측이 내놓은 뉴턴의 모형과 더욱 가까운 관측 자료들을 불합리하게 도외시해버렸다는 주장들이 제기되어 왔다. 1919년, 에딩턴이 얻은 자료들은 후에 이루어진 관측들에 비해 실로 질이 떨어지는 것들이기는 했으나 당대의 천문학자들을 설득하기에는 충분했다. 브라질 탐험에서의 결과들이 거절당한 이유는 망원경의 결함 때문이었다.
에딩턴이 상대성 이론에 대한 강연을 진행하는 동안 관련 개념들을 일반인과 과학자의 언어로 모두 설명하는 그의 재주들이 알려지게 되었다. 그는 이 강연들을 종합하여 아인슈타인이 칭찬하기도 한 "상대성 이론의 수학적 이론"(1923)으로 집약했다.

### 1919년 에딩턴이 일반 상대성 이론을 증명할 수 있었던 원리
일반적으로 위 그림과 같이 에딩턴이 관측한 중력장에 의한 빛의 굴절이 아인슈타인의 일반상대성이론에 대한 하나의 증거로 제시된다.
먼저 광행차 현상은 달리는 자동차를 보면 잘 이해할 수 있다. 달리는 자동차에서 정면의 빗줄기를 보면 수직으로 떨어지지 않고 비스듬히 자신을 향해서 떨어진다. 이와 같이 빛을 관측자의 방향으로 직진한다고 가정했을 때, 관측자의 속도(자전과 공전)를 뺀 속도 벡터 방향으로 별이 보이는 현상을 광행차라고 부른다.
그림2에서 지구가 공전궤도의 그림 상의 위쪽에 있을 때 밤에 c 위치에 있는 별은 지구의 공전에 의해 a 방향에 있는 것으로 관측된다. 지구가 공정궤도의 그림 아래쪽에 있을 때, 즉 6개월 후에는 개기 일식 때 별을 관찰하면 어디에 있는 것과 같이 보일까? 아인슈타인에 따르면 c 위치의 별에서 나오는 빛은 태양에 의해 휘어지기 때문에 그림1과 같이 b의 위치에서 빛이 직진해 오는 것으로 느끼게 되며, 여기에 광행차까지 고려할 경우 별은의 위치에 있는 것으로 관측될 것이다. 그런데 지구가 공전궤도의 위쪽에 있을 때와 달리 아래쪽에 있을 때는 광행차가 지구에 수직으로 입사하는 빛이 아닌 방향과 같이 지구 공전 반대로 비스듬한 방향으로 입사하는 빛에 대해 적용되므로 광행차의 효과는 커질 것이다. 때문에 별들이 6개월 전후에 촬영된 사진을 보면 태양으로부터의 거리가 더 멀다는 사실을 알 수 있다. 더 정밀한 실험을 위해서는 지구가 공전궤도 아래쪽에 있을 때 지구의 자전도 고려되어야 할 것이다.

### 우주론(Cosmology)
에딩턴 또한 일반 상대론적인 우주모델의 첫 번째 세대의 발전에 깊숙히 연관되어 있다. 그는 르메트르의 우주의 팽창과 수축에 관한 1927년의 논문과 허블의 나선 은하의 오목한 부분에 대한 연구를 공부하고 있을 때 아인슈타인 우주의 불안정성에 대해 조사하였다. 그는 아인슈타인의 안정된 우주에서 최근의 팽창 상태로 변해갈 때 우주 상수가 중요한 역할을 했다고 생각했으며, 따라서 그는 그의 우주에 대한 연구는 상수의 중요성과 성질에 초점이 맞춰졌다. 상대성의 수학 이론에 에딩턴은 우주상수에 대한 해석이 우주의 자율적인 팽창 및 수축을 뜻한다고 생각했으며 에딩턴은 에딩턴 한계를 정의했다.

### 에딩턴 한계
에딩턴 광도라고도 불리며 이는 일정 질량의 항성이 낼 수 있는 빛의 최대한의 밝기를 말한다. 대부분 태양 질량의 약 120배를 한계치로 보고 있다. 지금까지 모든 항성은 에딩턴 한계를 넘을 수 없다고 생각해왔지만 R136a1 항성(태양 질량의 265배)이 발견되면서 반박되고 있다.

### 기초이론
1920년대에 그는 그가 죽기 전까지 그는 모든 신경을 양자 이론, 상대성 이론, 우주론, 그리고 중력에 대해서 아우르는 기초이론(fundamental theory)에 집중하고 있었다. 처음에는 그의 연구를 기존의 틀 안에서 진행했지만 후에는 조금 더 나아가서 기본적인 상수들의 차원이 없이 비율을 구하고 비교하는 숫자적인 비교에 초점을 맞췄다.
그의 기본 접근 방식은 무차원수를 생성하기 위해 몇 가지 기본적인 상수를 결합하는 것이었다. 대부분의 경우에는 얻어진 수들이 10^40, 그것의 제곱 또는 그것의 제곱근에 수렴하였다. 그는 양성자의 질량과 전자의 전하가 자연적이고 우주를 지탱하기 위한 완벽한 특성이며 그 값들은 우연적인 것이 아니라고 확신했다. 양자역학의 창시자 중 한 명인 디랙 역시 이러한 연구를 추구했으며 "Dirac large numbers hypothesis"라고 불린다. 아직까지도 몇몇 과학자들은 이 관계 속에 무엇인가 필연적인 것이 존재한다고 믿고 있다.
그의 개념을 약화시키는 것은 하나는 미세 구조 상수 α이다. 그가 이 값을 측정할 당시에는 이 값이 1/136에 매우 가까웠고, 그는 인식론적 이유에 따라서 그 값은 정확히 1/136이라고 주장했다. 나중에 측정해 본 결과 값은 1/137에 더 가까웠다. 최근에 더욱 정확히 한 계산값에 따르면 값은 정확히 1/137이며 이는 에딩턴이 자유도를 하나 덜 따졌었기에 나온 오류였다. 이 수는 현재 에딩턴 수(Eddington number)라고 부른다. 이 사건 이후, Wags는 그를 “Arthur Adding-one”이라고 풍자하여 부르기 시작했다. 이러한 오류는 에딩턴의 신뢰에 금이 가게 하였다. 최근에 측정된 값은 1/137.035999679 (94)로 추정된다.
에딩턴은 그가 기초 물리의 대수학적 기초를 알아낸 것이라고 믿었고 이를 "E-numbers"라고 불렀다. 이것들은 효과적으로 공간과 시간을 고차원적 구조로 통합하였다. 그의 이론이 긴 시간동안 기존 물리 사회에서 무시당했던 반면에, 유사한 대수적인 표기는 '대통일 이론'의 많은 현대적인 시도에 근거가 되었다. 또한 에딩턴은 주안점을 특별하게 그것들로부터 유도되는 무차원수인 기초적인 상수 값들에 두었고, 최근에는 물리의 가장 중요한 문제가 되었다.
그는 1944년 죽기 전까지 연구를 완료하지 못했다. 기초 이론(Fundamental Theory)라고 이름 붙여진 저서는 사후 1948년에 출판되었다. 영국의 케임브리지에서 사망하고 어머니 세라 에딩턴과 여동생 위니프레드와 같은 무덤인 케임브리지의 Parish of the Ascension Burial Ground에 묻혔다.

## 에딩턴의 철학

### 에딩턴의 철학 관련 집필들
에딩턴은 1919년의 자신의 일식에 관한 실험을 이야기하는 고전적인 시 루바이야트에 교묘한 풍자를 집필했다.
1920년대와 30년대에는 에딩턴은 상대성에 관해, 그리고 나중에는 양자역학에 관해 수많은 강의, 인터뷰, 라디오 방송을 진행했다. 이들 중 대부분은 "The Nature of the Physical World"와 "New Pathways in Science"를 포함한 책들에 모아졌다. 그의 기술적인 문학적 암시와 유머는 유명한 어려운 주제들에 어느 정도 쉽게 접근할 수 있게 도와주었다.
에딩턴의 책과 강의는 단지 그의 명료하고 즐거운 설명 때문일 뿐만 아니라, 또한 그의 새로운 물리에 대한 철학적이고 종교적인 함축에 대한 토론에 대한 열망 때문에 대중들로부터 열렬한 인기를 얻었다. 그는 깊게 뿌리 박힌 과학적인 조사와 종교적인 신비주의에 관한 철학적인 조화에 대해서 역설했으며, 또한 현대 물리학의 실증주의적인 성격은 개인적인 종교적 경험과 자유 의지에 대한 새로운 지평을 열어주었다. 다른 많은 종교적인 과학자와는 다르게 그는 과학이 종교적인 명제를 증명하는 아이디어를 제공할 수 있다는 생각을 거부했다. 그는 "원숭이 무리가 타자기 위에서 퉁기고 놀 경우, 그들은 대영 박물관에 있는 모든 책을 쓸 수 있습니다."라는 문구와 함께, 그의 1928년 저서인 "The Nature of the Physical World"에 무한 원숭이 정리를 홍보했다. 그의 대중적인 글은 그를 거의 실제로 세계대전 중에 영국에서 가장 널리 알려진 이름으로 만들어 주었다.

### 이상주의
이상적인 결론은 그의 인식론의 통합이 아니라 두 가지의 중요한 논쟁에 기초했다.
첫 번째는 현재의 물리 이론에서 직접적으로 파생된다. 간단히, 에테르 및 기초 입자의 행동에 관한 기계적 이론들은 상대성과 양자 물리학에서 모두 삭제되었다. 이것으로부터 에딩턴은 유물론적인 원리 체계는 시대에 뒤떨어진 것이라고 생각하고, 그 결과 유물론 또는 관념론의 분리가 철저하다고 추정했고 관념론적인 원리 체계가 필요하다고 주장했다. 더욱 흥미로운 두 번째 논쟁은 에딩턴의 인식론에 기초하여 있었고 두 개의 부분으로 이뤄진다고 간주된다. 첫째, 우리가 목표 세계에 아는 것은 구조뿐이며, 목표 세계의 구조는 정확하게 우리 자신의 의식에 반영되어 있다. 따라서 우리는 목표 세계도 “마음의 것”이라는 것을 의심할 이유가 없다. 이원론적인 원리 체계는 증거에 의거하여 옹호될 수 없다.
그러나 두 번째로, 우리는 목표 세계가 비물질적인 세계라는 것을 알 수 없을 뿐만 아니라 우리는 목적 세계가 물질적이라고 명료하게 가정할 수도 없다. 이원론에 대해서 이해하려면 물질적인 성질들이 목적 세계에 기인한다고 가정하는 것을 필요로 한다. 그러나 이것은 우리가 목적 세계가 물질적인 특성들을 가지고 있다는 것을 관찰할 수 있다고 전제하는 것이다. 그러나 어떤 것이든 마침내 우리가 자각할 수 있다면 그것은 비물질적인 것이므로 이것은 부조리한 내용이다.
이안 바버(Ian Barbour)는 그의 저서인 "Science and Religion(1966)"에서 133 쪽을 보면 아서 에딩턴의 저서인 The Nature of the Physical World(1928)"에서 하이젠베르크의 불확정성 원리가 "인간 자유의 아이디어의 방어"와 그의 과학, "보이지 않는 세계(1929)"의 기초를 제공하여 철학적 관념론인 "진실성은 기본적으로 마음이라는 이론"을 지지해 준다.
Charles De Koninck는 에딩턴이 우리의 마음과는 분리되어 존재하는 객관적인 진실성을 믿었다고 강조했지만, 그는 "마음의 것"이라는 구절을 통해 고유한 세계의 명료함에 대해서 강조했다. 그는 우리의 마음과 물리적인 세계는 똑같은 '것들'로 구성되어 있으며 우리의 마음은 세계와 끊어질 수 없는 연결을 가지고 있다.

### 비결정론
결정론을 지지하는 알베르트 아인슈타인과 다른 사람들에 대항하여, 에딩턴이 지지하는 비결정론은 물리적 객체가 물리학자들의 이해의 인식론적인 한계가 아니라 존재론적으로 결정되지 않는 구성을 가진다고 주장한다. 그에 따르면 양자역학에서의 불확정성 원리는 숨겨진 변인에 의한 것이 아니라 자연 그대로의 비결정론에 의한 것이다.

## 인간 에딩턴

### 실버스타인과의 일화
다음 일화는 에딩턴의 유머 감각을 보여준다. 에딩턴은 1919년 11월 6일 왕립 학회의 회의에서 자신을 상대론 전문가라고 생각하는 루드윅 실버스타인Ludwig Silberstein이라는 과학자를 만나게 된다. 실버스타인은 상대론을 이해한 세 명의 사람 중 하나로 에딩턴을 거론했다(물론 나머지 두 명은 아인슈타인과 자기 자신이었다). 에딩턴이 이에 대한 대답을 삼가자, 그는 에딩턴에게 부끄러워하지 말라고 말한다. 그러자 에딩턴은 다음과 같이 말했다. "부끄러워하는 거 아니에요, 단지 세 번째 사람이 누굴까 고민하고 있었을 뿐이죠!"

### 블랙홀의 존재성에 관한 찬드라세카르와의 논쟁
에딩턴의 모델로부터 파생된 결과들은 그와 당시 케임브리지 대학교 학생이던 수브라마니안 찬드라세카르와의 유명한 논쟁을 촉발시켰다. 찬드라세카르는 태양 질량의 약 1.4배 이상 되는 질량을 가진 별은 백색왜성이 아닌 다른 종류의 마지막에 도달함을 보였다. 찬드라세카르는 순수하게 수학만을 사용하여 블랙홀의 존재를 암시하였는데, 에딩턴은 수학만을 사용해 유도된 실세계의 현상은 물리적이지 않고 불합리하다며 찬드라세카르의 업적을 인정하려 하지 않았다. 당시 지도적인 입장에 있던 에딩턴은 찬드라세카르를 무자비하게 몰아붙였다고 한다. 이에 기진맥진이 된 찬드라세카르는 에딩턴이 독단적이며 급진적인 학자라는 생각을 갖게 되는데, 이것은 다른 사람들에 의해 묘사된 에딩턴의 모습과는 조금 다른 것이었다. 찬드라세카르의 아이디어는 1930년대 후반이 지나면서 에딩턴을 제외한 대부분의 천체물리학자들에 의해 받아들여지기 시작했다.

### 에딩턴 수
에딩턴은 사이클러의 장거리 운행 기록을 나타내는 수로 이름이 남았다. 이 맥락에서 에딩턴 수는 E로 정의되며, E 마일을 가는 데 사이클러가 걸린 일수를 말한다. 예를 들어 70 에딩턴 수는 사이클러가 70 마일 이상을 하루의 70회 안에 완주한 것을 말한다. 현실적으로 70에서 75 이상의 에딩턴 수를 달성하기란 힘이 든 것이 사실이지만, 놀랍게도 에딩턴은 최고 에딩턴 수가 84라고 한다.

## 관련자료

### 영상: <아인슈타인과 에딩턴>
"아인슈타인과 에딩턴"은 영국 싱글드라마로 컴퍼니 픽처스와 BBC가 제작하였으며 HBO와 합작한 작품이다. 배우 데이비드 테넌트가 아서 스탠리 에딩턴 경 역할을 맡았으며, 앤디 서키스가 알베르트 아인슈타인 역을 맡았다. 이 드라마는 아인슈타인의 상대성 이론이 가지는 역사적 의의, 에딩턴의 실험이 바꾸어 놓은 일반 상대성 이론의 운명 등을 세계대전을 배경으로 하여 잘 묘사하고 있다. 단순한 과학사의 열거가 아닌 그 속에서 살아가는 과학자들의 인간적 면모를 다루고 있으며 전쟁이라는 시대적 상황 속의 과학자들이 취하는 입장에 관해서도 진지하게 짚어나가고 있다. 2008년 11월 22일 BBC Two 채널에서 처음으로 방송되었다.

## 서훈
- 1930년 Knight Bachelor(기사작위) 서임
- 1938년 오더 오브 메리트(Order of Merit, OM)

## 같이 보기
- 찬드라세카르 한계
- 에딩턴 한계
- 중력렌즈
- 항성 핵합성
- 천문학자 목록
- 시간의 화살
- 축퇴물질
- 무차원 물리 상수
- 양자역학 개론
- 에테르 (물리)
- 특수 상대성이론
- 모든 것의 이론
- 무한 원숭이 정리
- 수비학